# Власенко, Наталия Григорьевна
Наталия Григорьевна Власенко (4 марта 1955, Ставрополь — 8 октября 2023) — учёный-растениевод, академик РАН (2016).

## Биография
Родилась 4 марта 1955 года в Ставрополе.
В 1977 году окончила Кишиневский государственный университет.
Работала во Всесоюзном научно-исследовательском институте защиты растений:
- с 1977 по 1982 год — старший лаборант;
- с 1982 по 1983 год — и. о. младшего научного сотрудника лаборатории вирусов насекомых;
- с 1983 по 1984 год — младший научный сотрудник лаборатории инфекционной патологии вредных организмов.

В Сибирском НИИ земледелия и химизации сельского хозяйства:
- с 1984 по 1985 год — младший научный сотрудник лаборатории систем удобрений полевых культур;
- с 1985 по 1989 год — младший научный сотрудник лаборатории биометода;
- с 1989 по 1990 год — старший научный сотрудник лаборатории биометода;
- с 1990 по 1993 год — руководитель группы по защите рапса;
- с 1993 по 1997 год — заведующая сектором;
- с 1997 по 2001 год — заведующая лабораторией агроценологии;
- с 2001 по 2012 год — заведующая отделом защиты растений;
- с 2012[1] по 2016 год — руководитель научно-исследовательского центра по защите растений[2].

За время работы в Сибирском НИИ земледелия и химизации сельского хозяйства защитила кандидатскую и докторскую диссертации (доктор биологических наук с 2000 года), получила звание профессора (2003), избрана членом-корреспондентом РАСХН (2010), членом-корреспондентом РАН (в 2014 году после присоединения РАСХН к РАН) и действительным членом РАН (2016).
В  Сибирском федеральном научном центра агробиотехнологий Российской академии наук (СФНЦА РАН):
- с 2016 года — главный научный сотрудник, заведующая лабораторией защиты растений[2].

Была супругой академика Анатолия Николаевича Власенко (1946—2023).
Умерла 8 октября 2023 года на 69-м году жизни. Похоронена на Южном кладбище Новосибирска (квартал У).

## Научная деятельность
Видный учёный в области защиты растений.
Автор более 360 научных трудов, в том числе 20 монографий и 7 патентов на изобретения, 46 методических указаний и рекомендаций научным и производственным организациям. Научный руководитель 4 докторских и 20 кандидатских диссертаций.

### Избранные труды
- Становление и развитие защиты растений в Сибири / соавт. О. А. Иванов. — Новосибирск, 2003. — 153 с.
- Защита растений : теория и практика: собр. науч. тр. / Сиб. НИИ земледелия и химизации сел. хоз-ва. — Новосибирск : Юпитер, 2004. — 324 с.
- Экологически безопасная защита капусты белокочанной от вредителей в Якутии / соавт.: С. С. Слепцов, А. И. Степанов; Сиб. НИИ земледелия и химизации сел.хоз-ва и др. — Новосибирск,2005.- 136 с.
- Сорные растения и борьба с ними при возделывании зерновых культур в Сибири / соавт.: А. Н. Власенко и др.;Сиб. НИИ землелия и химизации сел. хоз-ва.- Новосибирск,2007. — 126 с.
- Практическая реализация системного подхода в защите растений / соавт.: Т. П. Садохина, Н. А. Коротких; Сиб. НИИ земледелия и химизации сел. хоз-ва. — Новосибирск, 2009. — 176 с.
- Особенности формирования фитосанитарной ситуации в посевах сортов яровой пшеницы сибирской коллекции / соавт.: А. А. Слободчиков, О. И. Теплякова; Сиб. НИИ земледелия и химизации сел.хоз-ва. — Новосибирск, 2010. — 92 с.
- Фитосанитарная оптимизация посевов ячменя в условиях лесостепи Западной Сибири / соавт.: Т. П. Садохина, Н. А. Коротких; Сиб. НИИ земледелия и химизации сел.хоз-ва. — Новосибирск, 2011. — 192 с.
- К вопросу о формировании фитосанитарной ситуации в посевах в системе No-Till / соавт. Н.А. Коротких, И.Г. Бокина;  Сиб. НИИ земледелия и химизации сел.хоз-ва. — Новосибирск, 2013. — 124 с.
- Зональные системы защиты яровой пшеницы от сорняков, болезней и вредителей в западной Сибири / соавт. Долженко В.И., Власенко А.Н., Коротких Н.А. и др. ; Сиб. НИИ земледелия и химизации сел.хоз-ва. — Новосибирск, 2014. — 122 с.

## Награды
- Заслуженный деятель науки Российской Федерации (2006)